# Deilão
Deilão is een plaats (freguesia) in de Portugese gemeente Bragança en telt 219 inwoners (2001).